# 焦罗
焦罗，是匈牙利杰尔-莫雄-肖普朗州所辖的一个村。总面积11.64平方公里，总人口402，人口密度34.5人/平方公里（2011年1月1日）。